# Enrico Bartolini
Enrico Bartolini (Pescia, 24 novembre 1979) è un cuoco e imprenditore italiano.
Nella sua carriera si è guadagnato 14 stelle Michelin.

## Carriera
Dopo il diploma all'Istituto professionale Alberghiero di Montecatini Terme e un'esperienza nella trattoria dello zio a Pistoia, parte alla volta di Parigi e poi di Londra, dove lavora nelle cucine degli chef Paolo Petrini e Mark Page. Al rientro in Italia, porta a termine il suo percorso formativo insieme a Massimiliano Alajmo.
Nel 2005 prende in gestione il ristorante Le Robinie, nell'Oltrepò Pavese, dove 3 anni dopo guadagna la sua prima Stella Michelin. Cinque anni più tardi lascia Le Robinie, per diventare chef del Devero Ristorante e del Dodici24 Quick Restaurant, a Cavenago di Brianza.
A 33 anni ottiene la seconda Stella Michelin, Tre Cappelli de L'Espresso e Tre Forchette del Gambero Rosso. Arriva a Milano, dove nel 2016 apre il Ristorante Enrico Bartolini, al terzo piano del MUDEC, il Museo delle Culture di Milano. Nello stesso anno apre anche il Casual Ristorante a Bergamo, il GLAM a Venezia, prende in gestione i due ristoranti del resort L'Andana di Castiglione della Pescaia e inaugura Spiga, il suo primo ristorante all'estero, situato ad Hong Kong.
Alla fine del 2016 è l'unico chef nella storia della Guida Michelin a ricevere 4 Stelle in una volta sola. Una va al Casual Ristorante di Bergamo, una alla Trattoria del Resort L'Andana e due al ristorante Enrico Bartolini di Milano. L'anno successivo arriva la prima stella al ristorante GLAM di Venezia.
Ottiene un'altra stella nel 2019 per la Locanda Sant'Uffizio, aperta l'anno prima all'interno dell'omonimo Relais di Cioccaro di Penango (AT).
Nel 2020 la Guida Michelin attribuisce la seconda stella al ristorante GLAM di Venezia e la terza al ristorante Enrico Bartolini di Milano; prima di lui, solo Gualtiero Marchesi era riuscito a raggiungere questo traguardo a Milano. Sempre nel 2020 apre il suo secondo ristorante ad Hong Kong, Fiamma, in cui propone piatti della tradizione italiana, in stile familiare.
Nel 2021 ottiene la stella anche per il ristorante Il Poggio Rosso, aperto all'interno del Relais Borgo San Felice, in provincia di Siena. Nello stesso anno ha inaugurato i due ristoranti Vertigo e Anima, all'interno del nuovo Hotel Milano Verticale, a Milano.

## Vita privata
Nel 2024 in agosto ha sposato la conduttrice televisiva Roberta Morise.

## Riconoscimenti Guida Michelin
- Enrico Bartolini al MUDEC (Milan)
- Villa Elena (Bergamo)
- Glam Enrico Bartolini (Venice)
- Locanda Sant'Uffizio Enrico Bartolini (Cioccaro)
- Bluh (Furore)
- Anima (Milan)
- Le Robinie (Montescano)
- Il Fuoco Sacro (San Pantaleo)
- Il Poggio Rosso (Castelnuovo Berardenga)
- La Trattoria Enrico Bartolini (Castiglione della Pescaia)

## Affiliazioni
Fa parte delle associazioni Jeunes Restaurateurs d'Europe , Le Soste e Les Grandes Tables Du Monde. È stato Chef Ambassador di Expo 2015 ed un Ambasciatore del Gusto.

## Programmi televisivi
- Alessandro Borghese - Celebrity Chef (TV8, 2022) - giudice[10]

## Libri
- Pasta, Enrico Bartolini, Italian Gourmet, 2011[11]
- Classico Contemporaneo, Enrico Bartolini, 24 Ore Cultura, 2017